# Procontarinia mangifoliae
Procontarinia mangifoliae är en tvåvingeart som först beskrevs av Grover 1965.  Procontarinia mangifoliae ingår i släktet Procontarinia och familjen gallmyggor. Inga underarter finns listade i Catalogue of Life.